# Ausstellung Altjapanischer Kunst 1939

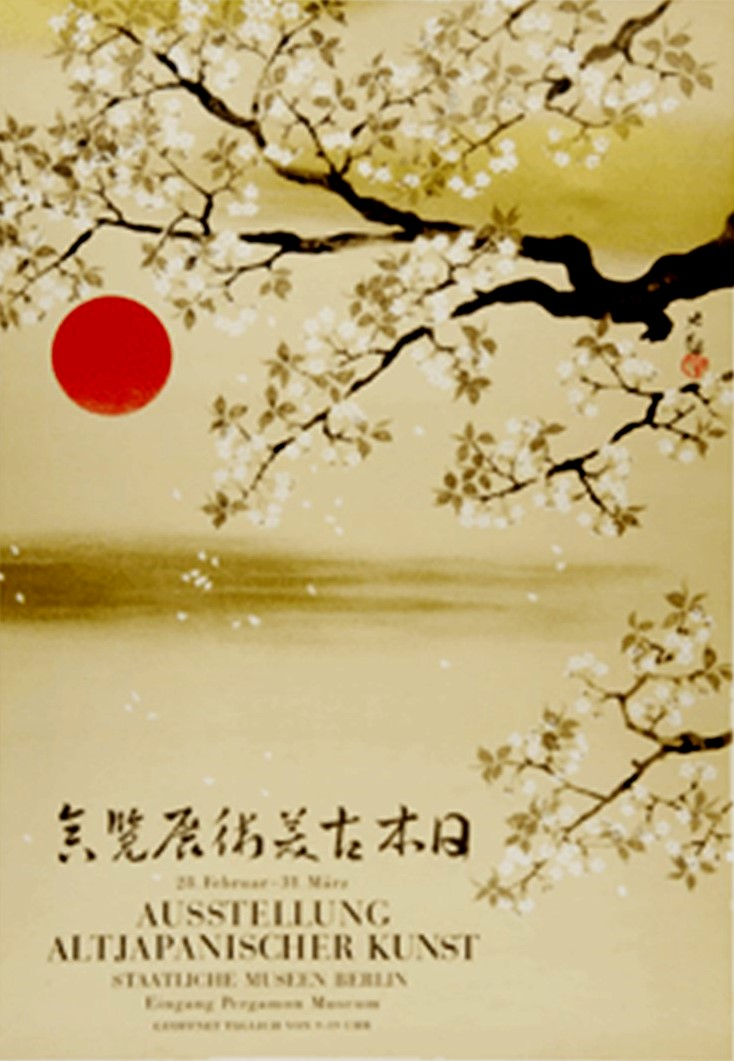
Plakat zur Ausstellung (Yokoyama Taikan)

Die Ausstellung Altjapanischer Kunst (japanisch 日本古美術展覧会, Nihon kobijutsu tenrankai) wurde am Dienstag, 28. Februar 1939 eröffnet, dauerte bis zum Freitag, 31. März 1939 und fand in den Staatlichen Museen Berlin statt. Aus diesem Anlass zeigte Japan in Berlin ausnahmsweise fast 30 Nationalschätze, also Kunstgegenstände, die eigentlich nicht außer Landes gebracht werden dürfen.
Die Ausstellung ist dokumentiert in dem allgemein zugänglichen Katalog Ausstellung Altjapanischer Kunst und in dem großformatigen Gedächtniskatalog der Ausstellung altjapanischer Kunst Berlin 1939 in kleiner Auflage, der die Texte auf Japanisch enthält.

## Vorgeschichte
Schon 1910 hatte der spätere Generaldirektor Otto Kümmel daran gedacht, die Ausstellung japanischer Kunst in London anschließend nach Berlin zu bringen, was aber nicht gelang. Dann kam der Erste Weltkrieg, in dem das bereits mit England verbundene Japan auf der Seite der Westmächte stand. 1931 kam es dann zu einer Ausstellung japanische Malerei, 1937 begann dann Kümmel, zusammen mit von Dirksen, damals Botschafter in Japan, mit einem neuen Anlauf, dem dann Erfolg beschieden war.
Unter besonderer Berücksichtigung der geschichtlichen Epochengrenzen wurde die Entwicklung der deutschen Forschung über die japanische Kunstgeschichte untersucht. Durch Vergleich der Epochengrenzen wurde dabei erkannt, dass die Ausstellung der altjapanischen Kunst 1939 die Epochen anders als ihre Vorgänger, die Pariser Weltausstellung 1900 und die japanischen bzw. ostasiatischen Kunstausstellungen von 1909 und 1912, aufgeteilt hat.
Die Epochenaufteilung von 1939 hat die Gemeinsamkeit mit dem Werk Geschichte der japanischen Kunst, das 1964 vom japanischen Kunsthistoriker Honshin Kuroda geschrieben wurde. Dieselbe Epochengrenzen gelten auch noch in den späteren Werken der japanischen Kunstgeschichte von Takeshi Kuno 1980 und von Kazuo Mochimaru 1986. Hinsichtlich dieser genauen und damals neuen Epochengrenzen kann man feststellen, dass die Ausstellung der altjapanischen Kunst 1939 der große Fortschritt in der japanischen Kunstgeschichte in Deutschland war.

## Organisation
- Schirmherren
  - Deutscher Schirmherr: Generalfeldmarschall Hermann Göring, preußischer Ministerpräsident
  - Japanischer Schirmherr: Baron Hiranuma Kiichirō, kaiserlich japanischer Ministerpräsident

- Ehrenausschuss
  - Reichsminister des Auswärtigen Joachim von Ribbentrop
  - Leiter der Sonderdelegation der kaiserlich japanischen Regierung für die Ausstellung: Marquis Inoue Saburō (1887–1959)
- Allgemeiner Japanischer Ausschuss:
  - Präsident: Marquis Ōkubo Yasutoshi, Mitglied des Oberhauses, Präsident des Deutsch-Japanischen Kulturinstitut in Tokyo, 60 Mitglieder,
- Japanischer Arbeitsausschuss
  - Präsident Nagai Matsuzō (永井松三; 1877–1957), 10 Mitglieder.
- Deutscher Arbeitsausschuss
  - Herbert von Dirksen, deutscher Botschafter in London, erster Vorsitzender der Gesellschaft für Ostasiatische Kunst. Mit Dirksen 18 Mitglieder, darunter Kümmel, Wilhelm Gundert, Martin Ramming, Leopold Reidemeister, Fritz Rumpf.

## Die Ausstellung
Die Ausstellung wurde am Dienstag, den 28. Februar unter Anwesenheit von Hitler, Dietrich, Frick, Himmler, Meißner, Ribbentrop, Rosenberg, Rust und anderen im Pergamon-Museum, damals auch „Deutsches Museum“, eröffnet.
An Stelle des erkrankten von Dirksen verlas Otto Kümmel die Begrüßungsrede. Auf japanischer Seite gab Botschafter Ōshima seiner Freunde Ausdruck, dass alte japanische Kunstwerke in Deutschland gezeigt werden können. Weiter sprach der Leiter der japanischen Kulturmission, Marquis Inoue.
Die für die Kunstausstellung ausgewählten Räume des deutschen Museums hatten als Wandbekleidung ein Holzstabgeflecht erhalten, das den Bildern einen zurückhaltenden Hintergrund gab. Die Bilder selbst waren zur Erhöhung ihrer Wirkung meist vertieft in die Wände eingelassen und durch Glas geschützt, soweit sie nicht in Vitrinen gezeigt wurden.
Ausgestellt wurden in Berlin 28 Nationalschätze (⦿), 57 Wichtige Kulturgüter (◎), 37 weitere Werke, insgesamt 126 Werke.
Leihgeber waren: Das Kaiserhaus, das Kaiserliche Museum Tōkyō, das Kultusministerium, die Kunstakademie Tōkyō, das Städtische Museum Kyōto, 24 Tempel und Schreine sowie 30 Privatpersonen. Die Werke sind im Katalog, wie unten angegeben, gegliedert, wobei hier die als Kulturgüter deklarierten mit den damaligen Besitzern in Klammern aufgeführt werden.

## Die wichtigsten ausgestellten Werke

### Buddhistische Skulpturen
- Kannon (Hōryū-ji; ⦿)
- Kannon (Kakurin-ji; ⦿)
- Nyoirin Kannon (Kanshin-ji; ⦿)
- Shaka (Murō-ji; ⦿)

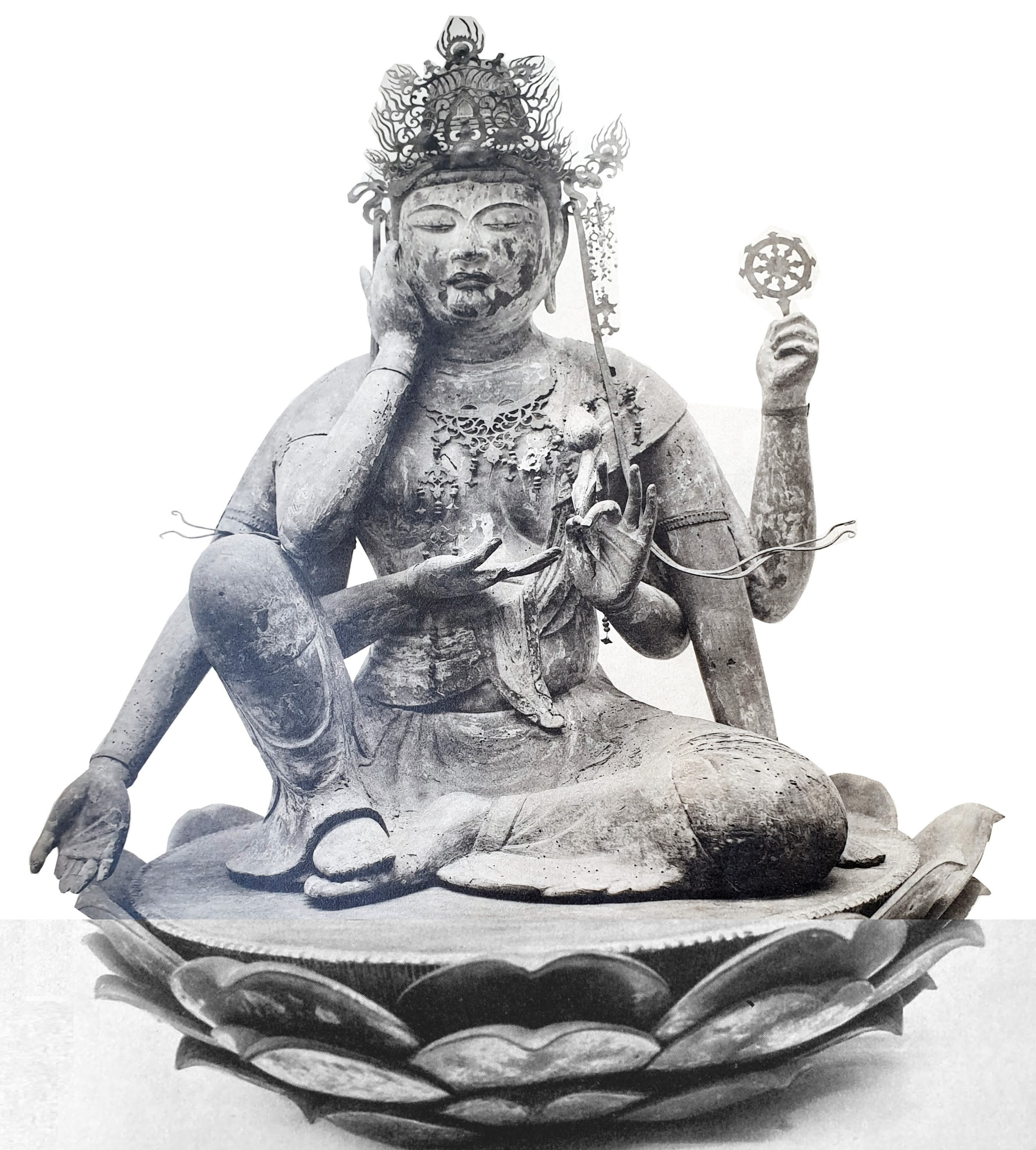
Nyoirin Kannon (Kanshin-ji)

- Elfgesichtige Kannon (Shin-Yakushi-ji; ⦿)
- Kichijō-ten (Daigo-ji; ⦿)
- Fudō-myōō (Yokoyama Taikan; ⦿)
- Bishamon-ten (Hashimoto Kansetsu; ⦿)
- Kongō Rikishi und Taishaku-ten (Myōhō-in; ⦿)
- Kōen: Monju und vier Begleiter (Nakano Chūtarō; ⦿)
- Priesterbildnis (Rokuharamitsu-ji; ⦿)
- Bildnis eines hohen Beamten (Hara, Sue; ⦿)
- Daitoku Myōō (Daikaku-ji; ◎)
- Elfgesichtige Kannon im Altarschrein (Inoue, Saburō; ◎)
- Schutzgottheit des Yakushi (Masuda, Tarō; ◎)
- Jizō (Niitsu, Tsunekichi; ◎)
- Genki: Shaka (Noda, Kichibei; ◎)

### Masken
- Vier Bugaku-Masken (Itsukushima-Schrein; ⦿)
- Vier Gigaku-Masken (Hara, Tomitatarō; ◎)

### Buddhistische Malerei
- Emma-ten (Kanchi-in; ⦿), Kyōto
- Bishamon-ten (Uesugi-jinja; ⦿)
- Fudō-Myōō (Kuri-ji; ⦿)
- Die Mandala der zwei Welten (Uesugi-jinja; ⦿)
- Amida und 25 Bodhisatva (An'yō-ji, Präfektur Fukui; ⦿)
- Shaka (Masuda, Tarō; ◎)
- Kokuzō mit Myōjō und Bishimon (Mitsui, Takaharu; ◎)
- Fugen Emmyō (Kanchi-in; ◎)
- Drei Dairikiku (Fugen-in; ◎)
- Pilgerfahrt des Zenzai Dōj (Tōdai-ji; ◎)
- Nyoirin Kannpn (Dan, Inō; ◎)
- Das Leben des Buddha (Dan, Inō; ◎)
- Godaison (Kokawa-dera; ◎)
- Butsugen Mandala (Tō-ji; ◎)
- Sonshō Nandala (Kanchi-in; ◎)
- Monju mit acht Begleitern (Inoue, Saburō; ◎)
- Bildnis eines Hofherren (Katō, Masaharu; ◎)
- Die vier Weltwächter (Masuda, Tarō; ◎)
- Tod des Buddha (Mitsui, Takaharu; ◎)
- Monju (Moriya, Kōzō; ◎)
- Aizen Myōō (Nezu, Kaiichirō; ◎)
- Pilgerfahrt des Zenzai Doji (Nezu, Kaiichirō; ◎)
- Mincho: Zehn Rakan (Nezu, Kaiichirō; ◎)
- Kasuga Madala (Yuasa, Shichizaemon; ◎)

### Yamato-eundBunjin-ga
- Leben des Hōnen (Dan, Inō; ⦿)
- Ausflug des Kaisers nach Ono (Kunstakademie Tokio; ⦿)
- Märchen von Haseo und dem Dämon (Hosokawa, Moritatsu; ⦿)
- Geschichte des Shōgunzuka (Kōzan-ji; ⦿)
- Keinin und Shojūmaro (Masuda, Tarō; ◎)
- Fegefeuer (Hara, Yasu; ◎)
- Aus dem Eiga Monogatari (Iwasaki, Koyata; ◎)
- Sumiyoshi Monogatari (Iwasaki, Koyata; ◎)
- Fest der Dichtkunst, Kopie nach Fujiwara no Nobuzane (Kujō, Michihide; ◎)
- Leben des Ippen (Maeda, Toshinari; ◎)
- Märchen vom Dämon Zegaibō (Sumitomo, Kichizaemon; ◎)

### Tuschmalerei
- Kaihō Yūshō: Päonien (Myoshin-ji; ⦿)
- Hasegawa Tōhaku: Affen und Bambushain (Shōkoku-ji; ⦿)
- Unkoku Tōgan: Landschaft, 2 Stellschirme (Fujise, Shinichirō; ⦿)
- Mokuan: Hotei (Katō, Masaharu; ◎)
- Sesson: Wellen und Strand (Mutō, Kinta; ◎)
- Sesson; Segelboote im Sturm (Nomura, Tokushichi; ◎)
- Shūbun?: Landschaft (Sumitomo, Kichizaemon; ◎)

### Stellschirme verschiedener Schulen
- Landschaft mit Sonne und Mond (Kongō-ji; ◎)
- Son-i auf der Fahrt zum Kaiserpalast (Mutō, Kinta; ◎)
- Kyōto und Umgebung (Sanjō, Kimiteru; ◎)
- Yamaguchi Sekkei: Stellschirmpaar mit Ahorn (Daigo-ji; ◎)

### Kanō-Schule
- Kanō Tan’yū: Kiefern in den vier Jahreszeiten, Stellschirmpaar (Daitoku-ji; ◎)
- Kanō Naonobu: Acht Ansichten von Xiāoxiāng, Stellschirmpaar (Nationalmuseum Tokio)
- Kanō Tsunenobu: Drei chinesische Weise

### Koetsu-Schule undBunjinga
- Tawaraya Sōtatsu: Bugaku-Tanz  (Sambō-in; ⦿)
- Tawaraya Sōtatsu: Zwei Stellschirme (Sambō-in; ⦿)
- Tawara Sotatsu: Priester Saigyo (Watanabe, Akira; ◎)
- Ogata Kōrin: Die 36 Dichter, Stellschirm-Paar (Inō, Dan; ◎)
- Ogata Kōrin: Weiße Pflaumen, Zwei Stellschirme (Kosaka Junzō; ◎)
- Ogata Kōrin: Murasaki Shikibu (Magoshi, Kyōichi; ◎)
- Ogata Kōrin: Wind- und Donnergott, Stellschirmpaar  (Tokugawa, Muneyoshi; ◎)
- Ogata Kōrin: Tierstudien (Watanabe, Zenjirō; ◎)
- Sakai Hōitsu: Herbst am Bach, Herbst im Wind, Stellschirmpaar  (Tokugawa, Muneyoshi; ◎)[A 3]
- Watanabe Kazan: Tempelgang nach Meguro (Nagao, Kinya; ◎)

### Maruyama-Shijō-Schule
- Maruyama Ōkyo, Komai Genki: Drei Schönheiten (Kōnoike, Zenemon; ◎)
- Maruyama Ōkyo: Naturstudien (Nishimura, Sōzaemon; ◎)
- Maruyama Ōkyo: Feste der vier Jahreszeiten (Tokugawa Stiftung, Nagoya; ◎)

### Ukiyo-e
- Tänzerinnen (Städtisches Museum Kyōto; ◎)
- Kitagawa Utamaro: Frau beim Umkleiden (Hara Sue; ◎)
- Katsushika Hokusai: Frau im Schnee (Kosaka Junzō; ◎)
- Katsukawa Shunshō: Zehn Monatsbilder (Nakano, Chutarō; ◎)
- Miyagawa Chōshun: Kurtisane (Seino, Chōichirō; ◎)

## Bildauswahl

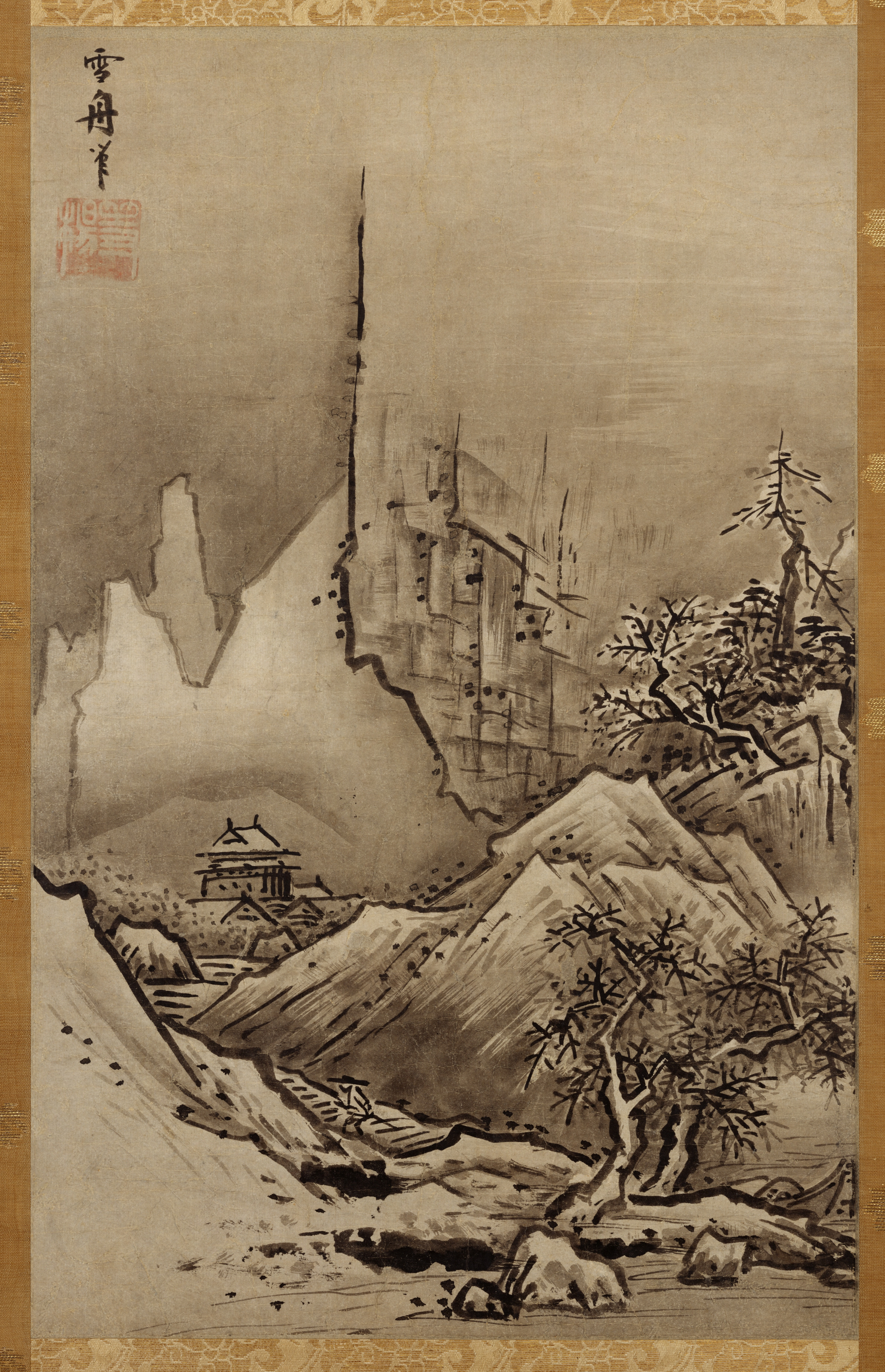
Sesshū: Winter[A 4]
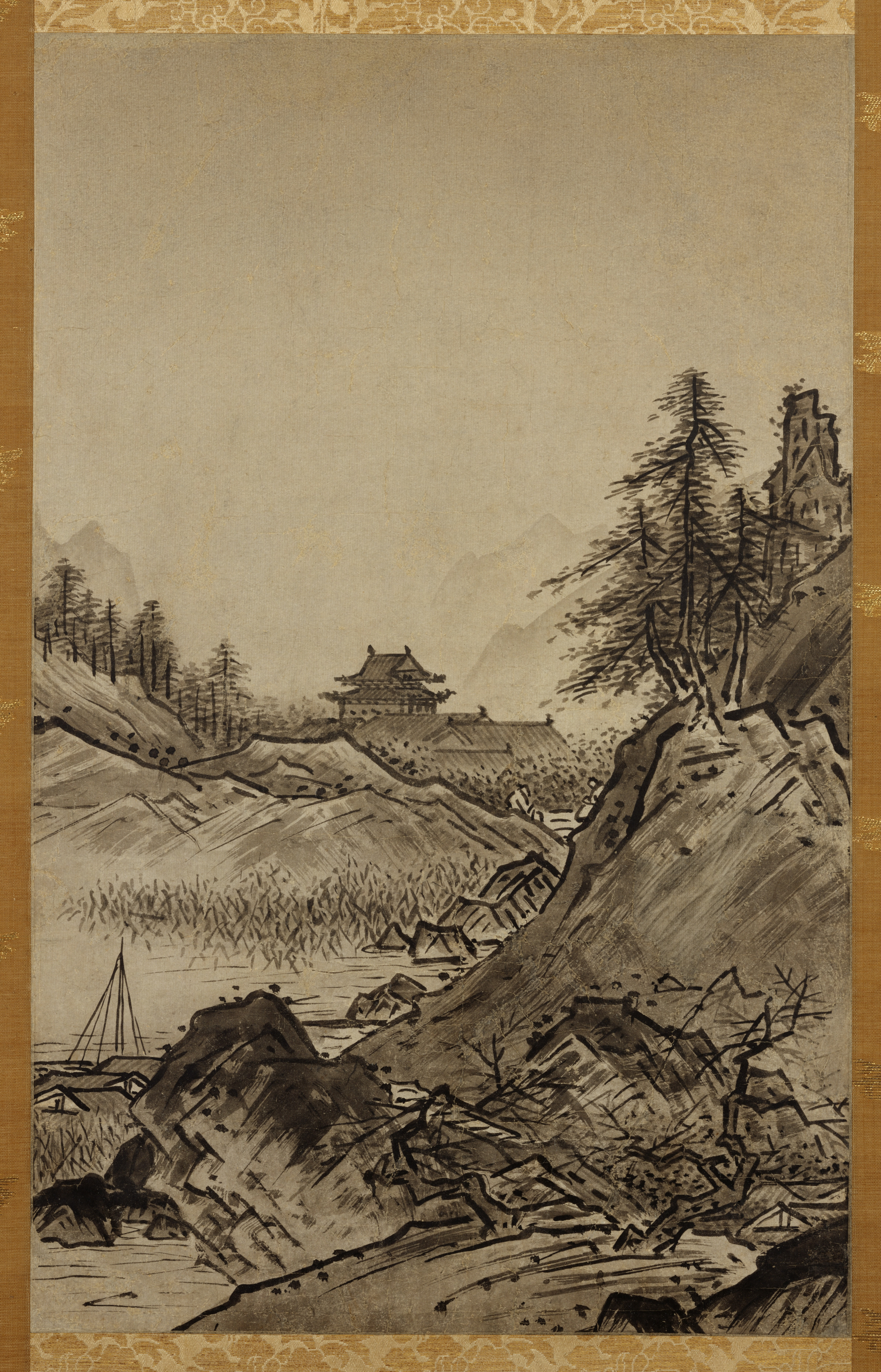
Sesshū: Herbst
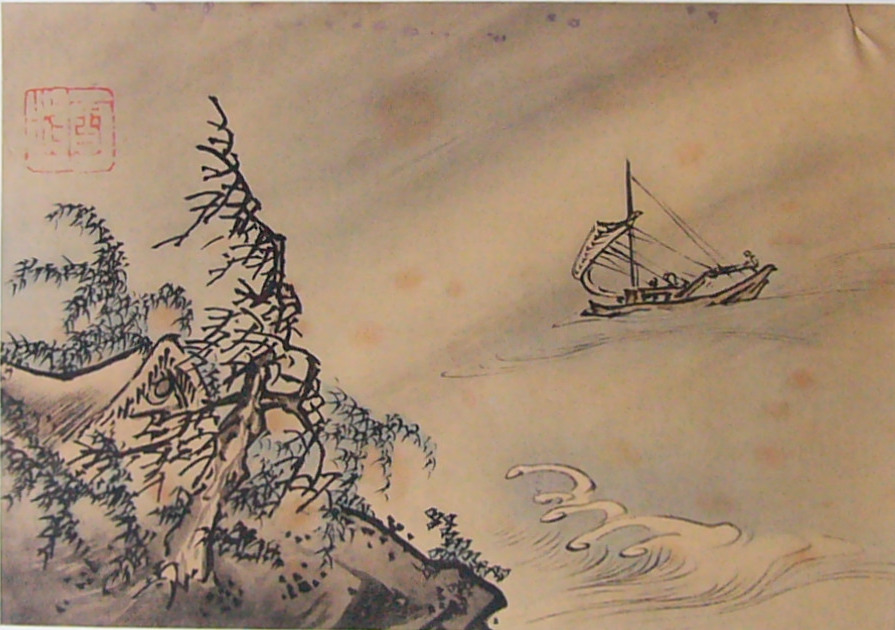
Sesson: Sturm
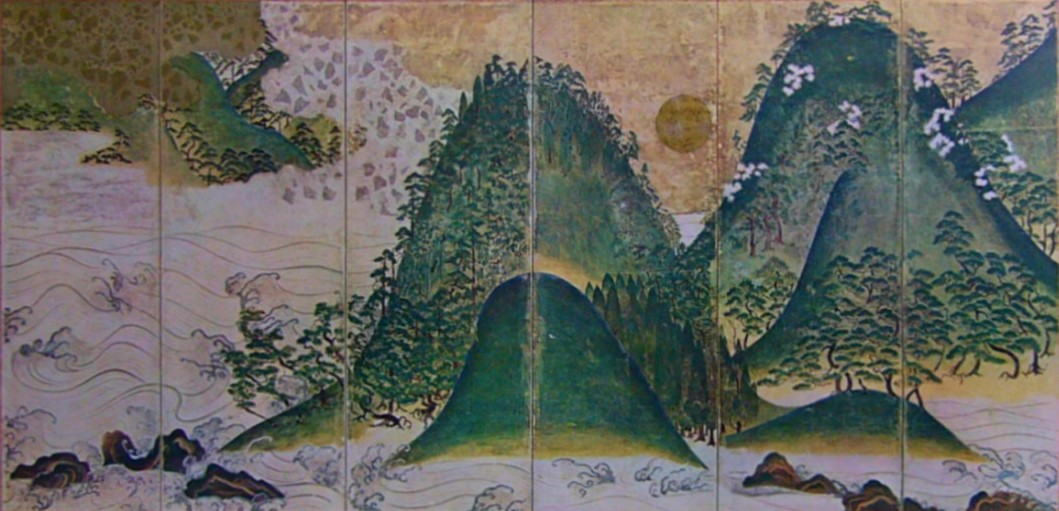
Landschaft mit Sonne und Mond Rechter Stellschirm
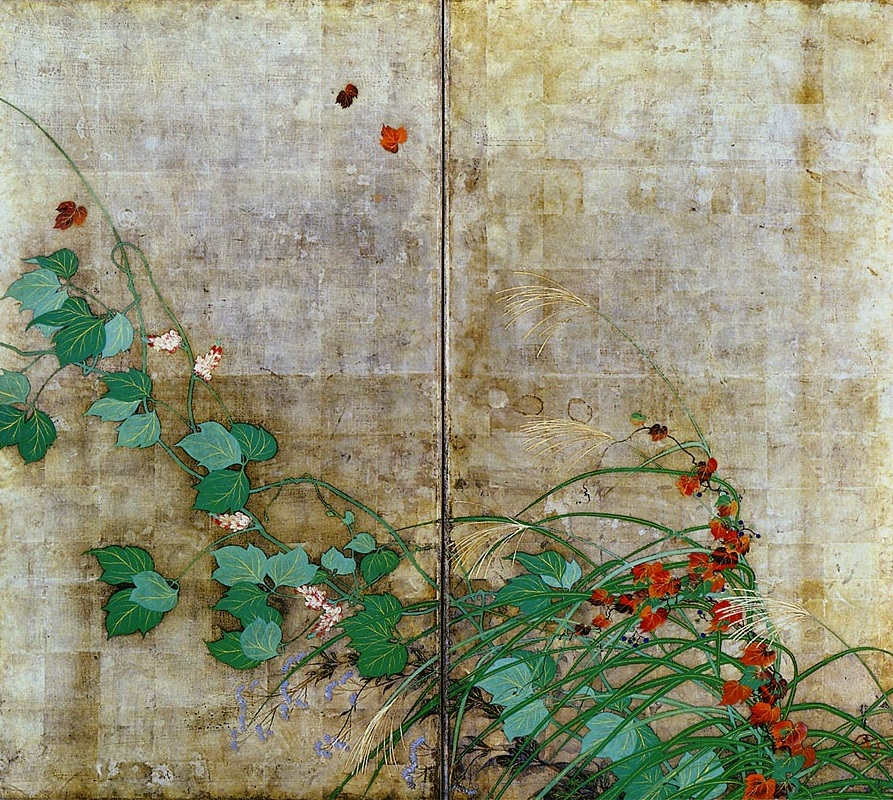
Sakai: Herbst im Wind
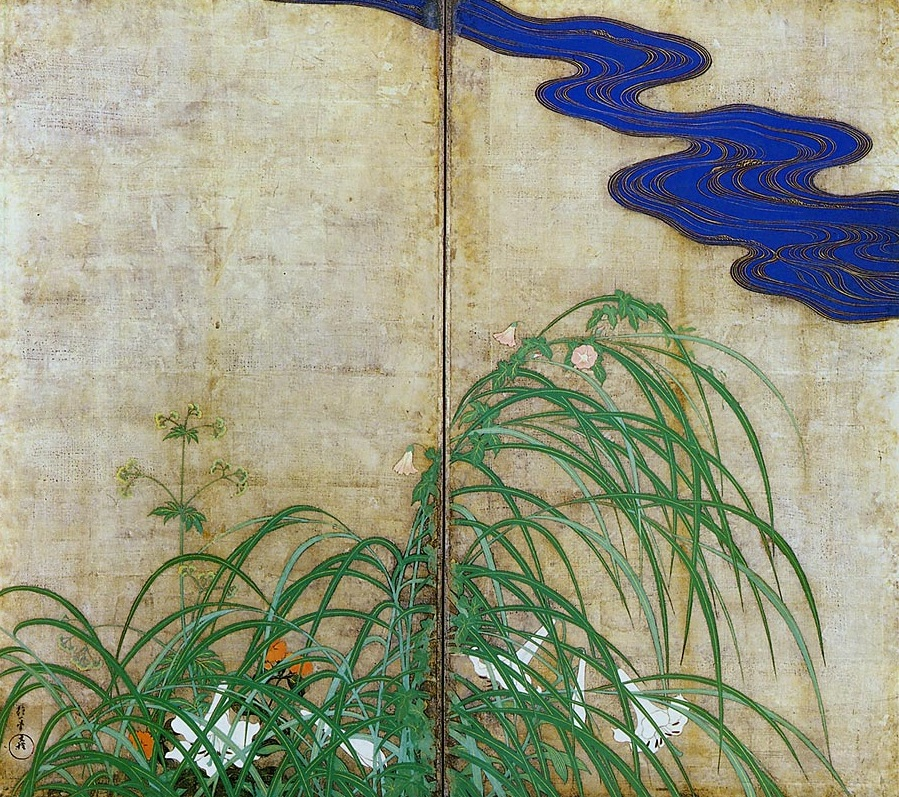
Sakai: Herbst am Bach

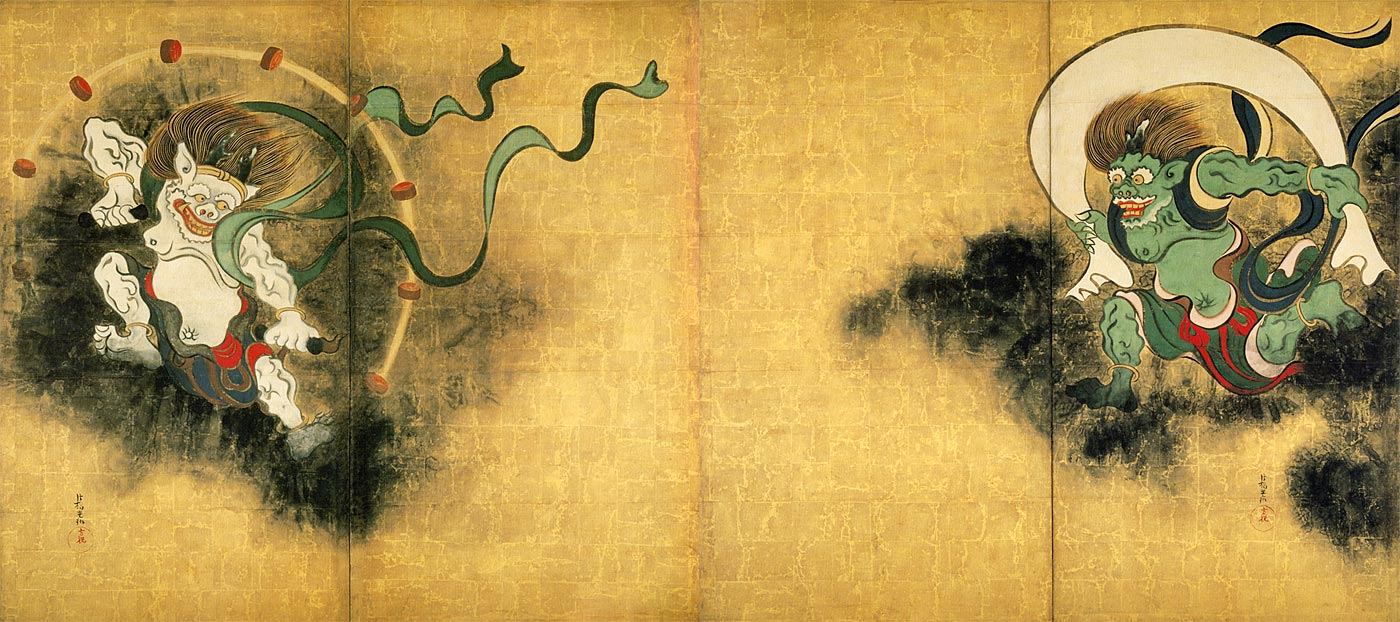
Kōrin: Wind- und Donnergott
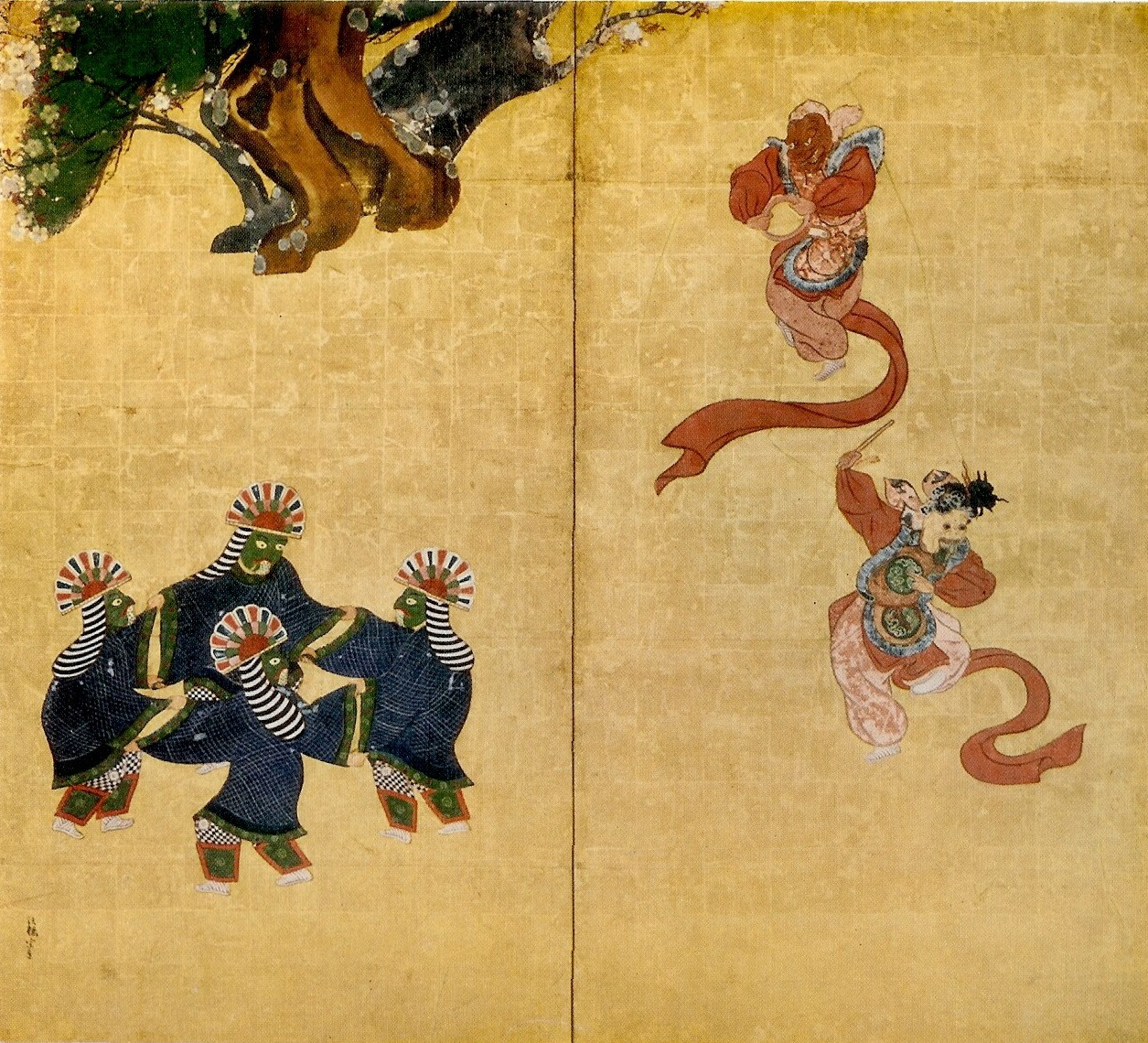
Sōtatsu: Bugaku 2
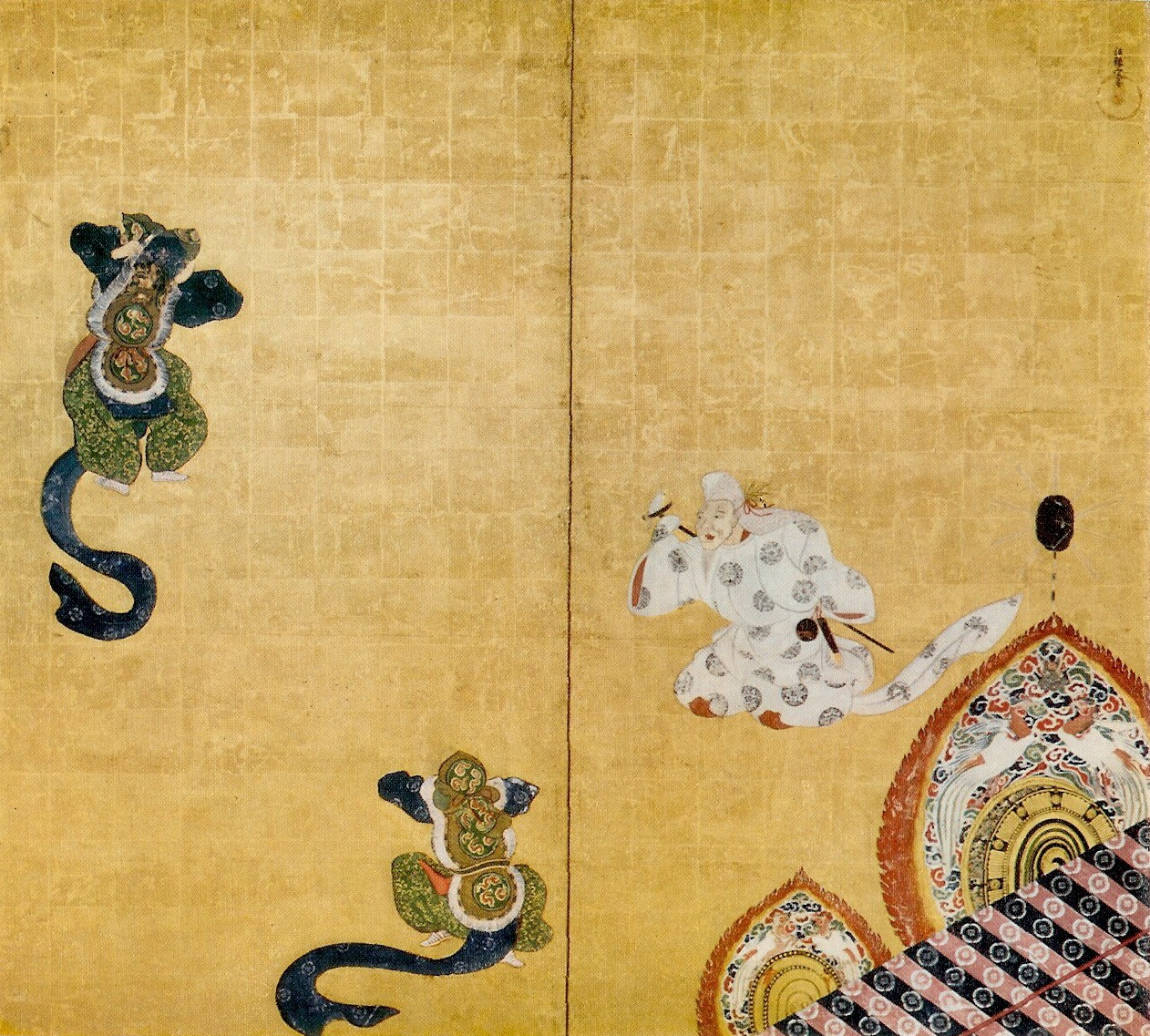
Sōtatsu: Bugaku 1
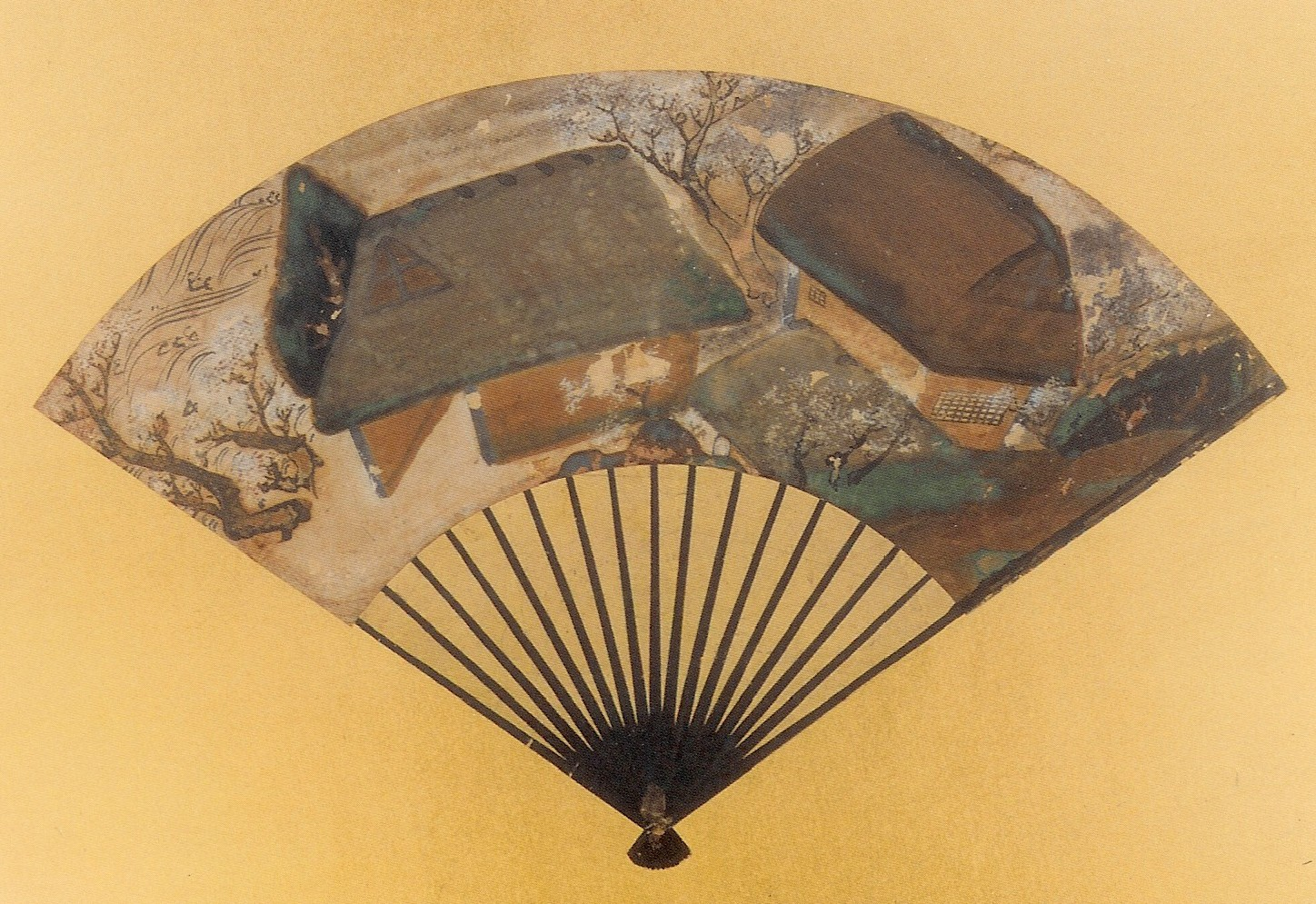
Sōtatsu Fächer[A 5]

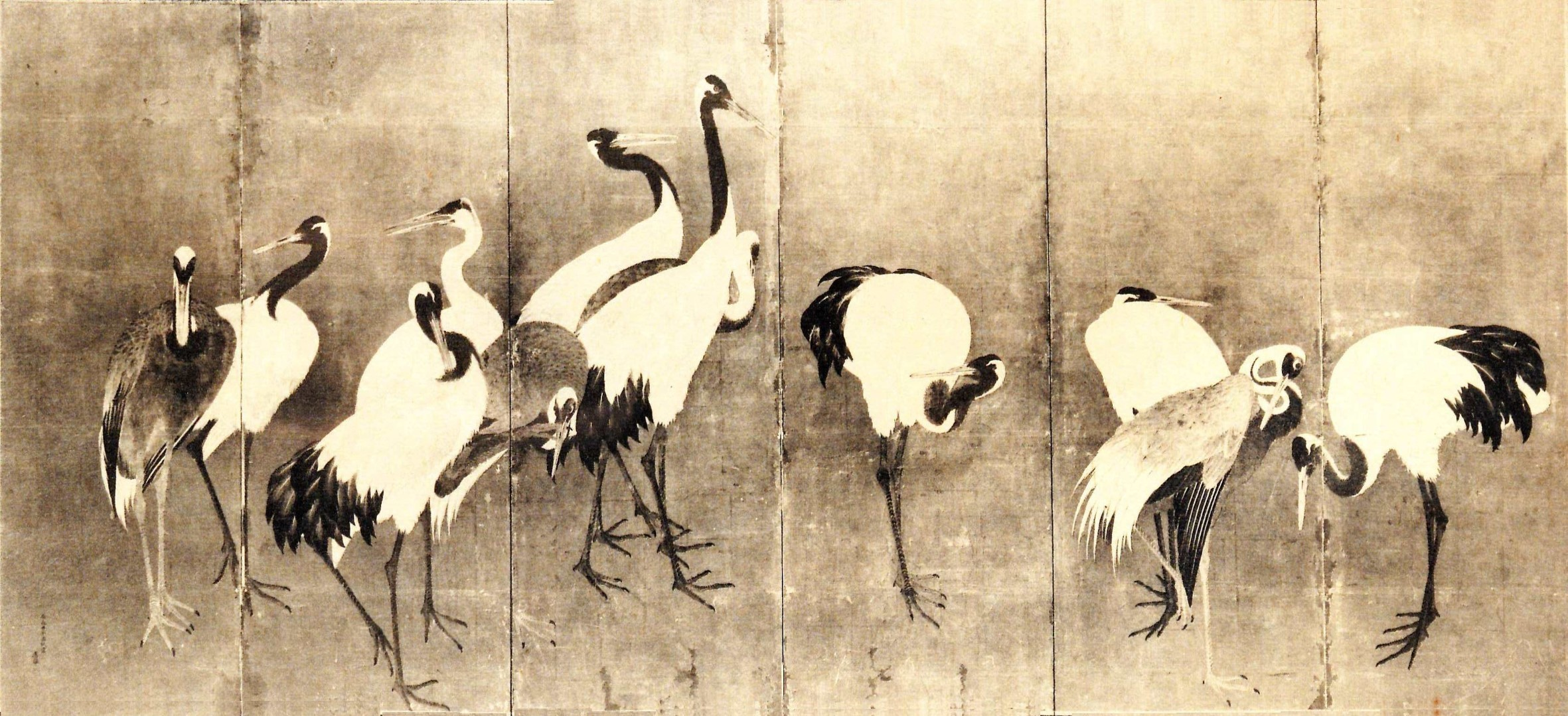
Ōkyo: Kraniche 2
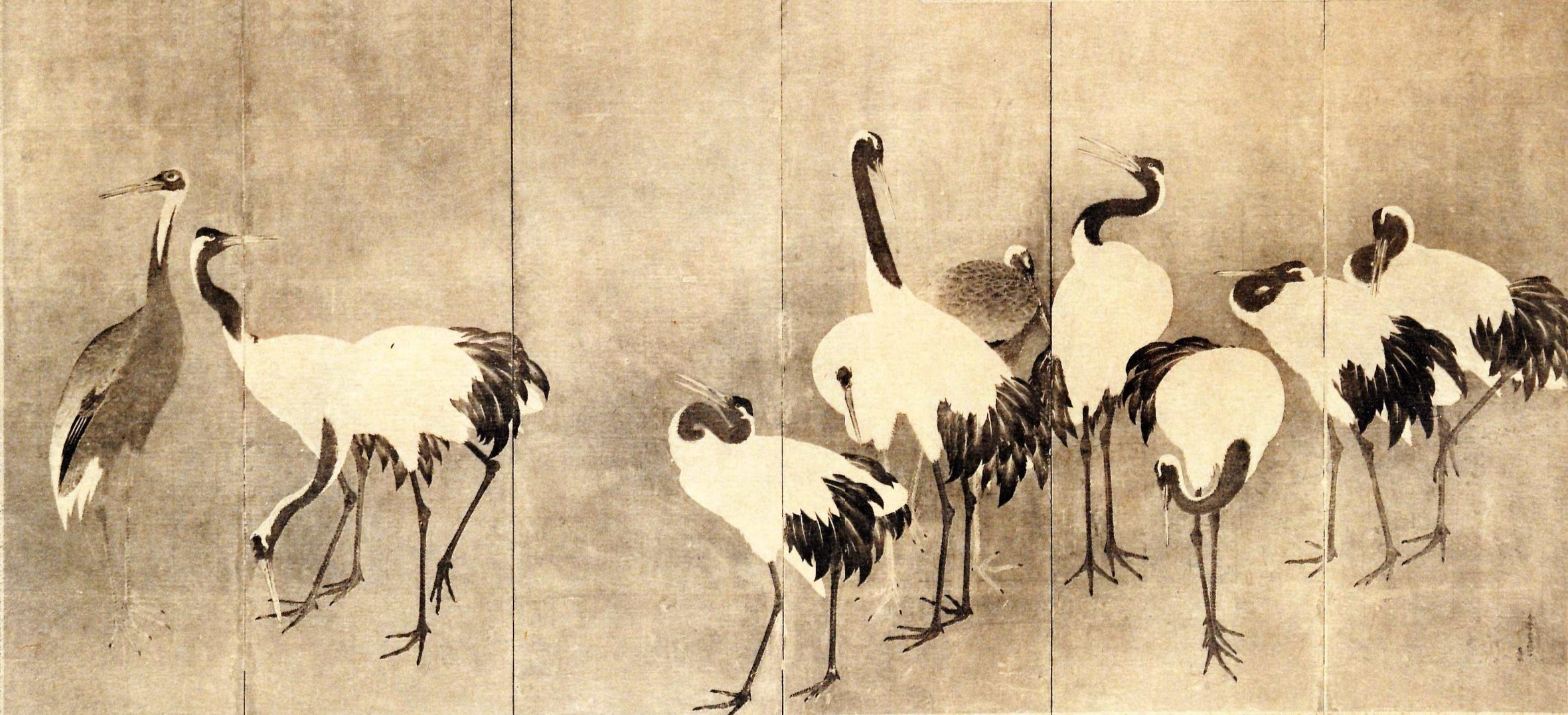
Ōkyo: Kraniche 1

## Reaktion in der Presse
Ende 1938 begannen deutsche Zeitungen über hundert Mal über die kommende Ausstellung zu berichten. Am Tage der Eröffnung, dem 28. Februar 1939, erschienen fünfzig Zeitungsberichte. Bis Ende März 1939, dem Ende der Ausstellung, wurde insgesamt etwa dreihundertfünfzig Mal mehr oder weniger ausführlich positiv über diese berichtet.

## Benutzte Literatur
- Japanischer Ausschuss für die Berliner Ausstellung altjapanischer Kunst (Hrsg.): Gedächtniskatalog der Ausstellung altjapanischer Kunst Berlin 1939.
- Staatliche Museen, Berlin (Hrsg.): Ausstellung Altjapanischer Kunst. Verlag für Kunstwissenschaft Berlin. Berlin 1939.